# Экзергазия
Экзергазия (от греч. εξ и εργον работа) — риторическая фигура, вид параллелизма. Состоит в добавлении к словосочетанию или обороту синонимических выражений. Экзергазия, как и синонимия, используется для уточнения значения словосочетания, но также для усиления эмоционального напряжения речи.